# Sasajiscymnus anomalus
Sasajiscymnus anomalus är en skalbaggsart som först beskrevs av Chapin 1965.  Sasajiscymnus anomalus ingår i släktet Sasajiscymnus och familjen nyckelpigor. Inga underarter finns listade i Catalogue of Life.